# ۵۳ (پیش از میلاد)
۵۳ (پیش از میلاد) ۵۳مین سال قبل از تقویم میلادی است.
جنگ حران بین دو ارتش امپراتوری اشکانی و جمهوری روم که با شکست قاطعانه روم ختم شد، با فرماندهی سپهبد سورنا به ارتش ایرانی، در این سال رخ داد.

## رویدادها
جنگ حران